# Computus ecclesiasticus
Computus ecclesiasticus (latin för "kyrklig beräkning") är sammanfattningen av reglerna för bestämmandet av de kyrkliga högtidsdagarna.
Av dessa högtidsgara är en del fasta, det vill säga att de återkommer varje år på samma datum. De övriga beror alla på påskterminen och bestämmande av denna är därför det viktigaste inom computus ecclesiasticus. Inom denna ingår läran om året och dess delar, solens och månens rörelse samt sättet att för ett visst år finna söndagsbokstav, gyllental och epakt.
Från den rent astronomiska tideräkningen skiljer sig computus ecclesiasticus därigenom att vid den senare används cykler som betydligt förenklar räkningen, medan resultaten endast tillnärmelsevis kommer att överensstämma med som finns på astronomisk väg.
Under äldre tider sammanförde man hela computus ecclesiasticus i minnesverser, som lärdes utantill i skolorna. En serie av sådana verser är Cisiojanus. Bland de äldsta uppteckningarna märks en Tabula cerei paschalis (tabell över påskaljuset) från år 1344 i "Registrum upsaliense" (avtryckt i andra delen av Diplomatarium Suecanum). En annan populär handledning i computus ecclesiasticus fanns i runstaven, som fortsatte att användas in på 1900-talet. Efter boktryckarkonstens införande blev kännedomen om computus ecclesiasticus spridd genom de calendaria perpetua (kalendrar gällande för vilket år som helst) som trycktes framför breviarier, missalen och psalmböcker, genom särskilda cirkulär till prästerskapet och genom flera läroböcker som gavs ut av enskilda personer.

## Svenska utgivningar
Calendarium perpetuum finns fortfarande avtryckt i 1697 års kvartupplaga av svenska psalmboken. Läroböcker utgavs och omtrycktes flitigt intill mitten av 1700-talet. Därefter, då Kungliga Vetenskapsakademien tagit över utgivandet av almanackorna och därigenom blivit ett slags officiell myndighet i frågor om kalendern, förlorade computus ecclesiasticus sin praktiska betydelse i Sverige, och själva begreppet, som fortfarande behölls som titel på Schenmarks lärobok (1759, 2:a upplagan 1780), försvann för att ersättas av "Den bibliska tideräkningen", "Grunderna för den kristna tideräkningen" och dylikt. Under den sistnämnda titeln utgav Per Wilhelm Bergstrand (1851, 2:a upplagan 1861) en populär framställning av computus ecclesiasticus.